# Papirus 69
Papirus 69 (według numeracji Gregory-Aland), oznaczany symbolem {\displaystyle {\mathfrak {P}}^{69}} – wczesny grecki rękopis Nowego Testamentu, spisany w formie kodeksu na papirusie, datowany na III wiek. Zawiera fragmenty Ewangelii według Łukasza, której tekst przekazuje w swobodnej parafrazie. Zachodzi tekstualne podobieństwo do Ewangelii Marcjona. Fragment jest cytowany w krytycznych wydaniach greckiego Nowego Testamentu.

## Opis
Zachował się tylko fragment jednej karty kodeksu z tekstem Ewangelii Łukasza 22,41.45-48.58-61. Oryginalna karta miała rozmiary 15 cm na 25 cm, tekst prawdopodobnie pisany był w dwóch kolumnach na stronę. Skryba miał rękę wprawioną w pisaniu dokumentów. Kształty liter podobne są do {\displaystyle {\mathfrak {P}}^{1}}.
Nomina sacra pisane są skrótami (ΙΗΝ, ΚΣ), liczba 12 zapisywana jest skrótem ΙΒ.
Według Alanda jest jednym z czterech wczesnych rękopisów Ewangelii Łukasza.

## Tekst
Tekst grecki rękopisu reprezentuje zachodnią tradycję tekstualną. Kurt Aland tekst rękopisu określił jako „wolny” i zaklasyfikował go do kategorii IV. Aland uznał go za prekursora Kodeksu Bezy. Fragment zawiera trzy warianty charakterystyczne dla Kodeksu Bezy, posiada przy tym jednak aż osiem wariantów niezgodnych z Kodeksem Bezy, co osłabia związek tekstualny z nim.
Brak tekstu Łk 22,42-45a (krwawy pot Jezusa); papirus 69 jest jednym z najwcześniejszych rękopisów nie posiadających tego tekstu obok {\displaystyle {\mathfrak {P}}^{75}}, Kodeksu Synajskiego, Watykańskiego, Borgianus, oraz Waszyngtońskiego. Posiada unikatowy wariant w Łk 22,61, wedle którego Piotr spogląda na Jezusa, wszystkie pozostałe rękopisy mają odwrotnie. Claire Clivaz sugerowała, że {\displaystyle {\mathfrak {P}}^{69}} (P. Oxy 2383) powinien być traktowany jako świadek Marcjonistycznej Ewangelii Łukasza. Peter M. Head uznał, że teza ta jest niemożliwa do obrony.
[recto]
[εις πειρασ]μ[ον] [41] κ̣[αι αυτος απεσ]
[πασθη απ αυτων ωσ]ε̣ι λιθου β̣ο̣λ̣[ην]
[και θεις τα γονατα προσ]η̣υ̣χ̣ε̣τ̣ο̣
[45] [ελθων προς τους μ̣αθ]ητ[ας ευ]
[ρεν αυτους καθευ]δοντας κοι
[μωμενους αυτους απο τη]ς̣ λυπης [46] [κ]α̣ι̣
[ειπεν αυτοις] τ̣ι κ̣α̣θευδ̣ε
[τε ανασταντες πρ]ο̣σ̣ευχεσ̣θ̣ε
[ινα μη εισελθητε εις πει]ρ̣ασμ̣ο̣ν̣
[47] [ετι δε αυτου λαλουντος ι]δου̣
[οχλος και ο λεγομενος ιου]δ̣ας
[εις των ι̅β̅ προηρχετο α]υ̣[τ]ους
[και εγγισας εφιλησε]ν̣ τ̣ον ι̣̅η̅ν̅
[48] [ι̅η̅ς̅ δε ειπεν αυτω ιουδα φι]λ̣η̣[ματι
[verso]
[58] – [ιδων] α̣υ̣[τ]ω̣ ε̣[φη και συ εξ αυτων ει]
ο̣ δ̣ε ειπεν [α̅ν̅ε̅ ουκ ειμι [59] και δι]
α̣σ̣τασης ωσ̣[ει ωρας α̅ αλλος τις ισχυ]
ριζ̣ετο λεγω[ν επ αληθειας και]
ου̣τ̣ο̣ς ην μ[ετ αυτου και γαρ γα]
λ̣[ι]λ̣α̣ιος εστ̣[ιν] [60] [ειπεν δε ο πετρος]
α̣ν̣̅ε ουκ οι[δα ο λεγεις και ετι]
αυτου λαλου̣[ντος παραχρημα]
ε̣φωνησεν̣ [αλεκτωρ] [61] [και στρα]
φεις ο πε̣τ̣ρ̣[ος ενεβλεψεν αυ]
τω τοτε [υπεμνησθη ο πετρος]
τ̣ου ρημ[ατος του κ̅υ̅ ως ειπεν]
αυ̣τω π[ριν αλεκτορα φωνησαι ση]
μ̣[ερον απαρνηση με τρις] [62] [και]

## Historia
Paleograficznie rękopis datowany jest przez INTF na wiek III. Comfort datuje go na połowę III wieku ze względu na paleograficzne podobieństwa do rękopisów P. Teb. 268, P. London 2665 oraz P. Oxy. 412.
Rękopis odkryty został w Oksyrynchos, na liście rękopisów znalezionych w Oksyrynchos znajduje się na pozycji 2383. Kurt Aland umieścił go na liście rękopisów Nowego Testamentu, w grupie papirusów, dając mu numer 69. Tekst opublikowany został przez E. G. Turnera w 1957 roku. Rękopis badali Claire Clivaz, Peter M. Head, Thomas Wayment.
Cytowany jest w krytycznych wydaniach Nowego Testamentu (NA27, UBS4).
Obecnie przechowywany jest w Sackler Library (Oxy. 2383) w Oksfordzie.